# Mount McCarthy (berg i Antarktis, lat -72,58, long 166,23)
Mount McCarthy är ett berg i Antarktis. Det ligger i Östantarktis. Nya Zeeland gör anspråk på området. Toppen på Mount McCarthy är 2 895 meter över havet.
Terrängen runt Mount McCarthy är huvudsakligen kuperad. Trakten är obefolkad. Det finns inga samhällen i närheten. 